# Rochelle Majer Krich
Pour les articles homonymes, voir Majer et Krich.
Rochelle Majer Krich, née en 1947 à Bayreuth, en Allemagne, est un auteur américain de roman policier.

## Biographie
Son père perd sa première femme et sa fille dans les camps de concentration nazis. Après la Deuxième Guerre mondiale, il rencontre une juive ayant survécu comme lui à l’Holocauste et l’épouse. De leur union naît la petite Rochelle qui n’a que cinq ans lorsque ses parents émigrent aux États-Unis. La famille s’installe en 1960 à Los Angeles.
Rochelle fait ses études au Stern College for Women (en), un établissement scolaire réservé aux juives. Elle s’inscrit ensuite à la maîtrise à l’UCLA où elle rencontre son futur mari. Les époux auront six enfants. Pendant plusieurs années, elle partage son temps entre l’éducation de ses enfants et son poste d’enseignante dans une école orthodoxe juive de Los Angeles.
En 1990, elle fait paraître un premier roman policier, Where's Mommy Now?, qui obtient un beau succès critique et public. L'œuvre sera également adaptée au cinéma sous le titre Perfect Alibi (1995).
En 1993, elle donne vie à une héroïne récurrente, la jeune détective Jessie Drake. Femme divorcée, elle doit composer avec sa famille qui lui reproche cet échec matrimonial et qui entretient avec elle des relations singulièrement tendues. Dans le troisième titre Angel of Death, Jessie  apprend que sa mère est juive et qu’elle a perdu plusieurs membres de sa famille lors de l’Holocauste.
Une deuxième série policière, amorcée en 2002, met en scène Molly Blume, membre d’une famille juive orthodoxe.

## Œuvre

### Romans

#### SérieJessie Drake
- Fair Game (1993) Publié en français sous le titre La partie continue, Paris, Librairie des Champs-Élysées, Le Masque no 2248, 1995
- Angel of Death (1994)
- Blood Money (1998)
- Dead Air (2000)
- Shadows of Sin (2001)

#### SérieMolly Blume
- Blues in the Night (2002)
- Dream House (2003)
- Grave Endings (2004)
- Now You See Me... (2005)

#### Autres romans
- Where's Mommy Now? (1990)
- Till Death Do Us Part (1992)
- Nowhere to Run (1994)
- Speak No Evil (1996)
- Fertile Ground (1997)

### Nouvelles
- A Golden Opportunity (1992)
- Cat in the Act (1995)
- Regrets Only (1995)
- Widow’s Peak (2000)
- You Win Some (2000)
- Bitter Waters (2001)

## Adaptation
- 1995 : Perfect Alibi, film américain de Kevin Meyer (en), d’après le roman Where's Mommy Now?, avec Teri Garr, Hector Elizondo et Kathleen Quinlan.